# Teatro de la Quinta Avenida
El Teatro de la Quinta Avenida (en inglés Fifth Avenue Theatre) fue un teatro de Broadway en la ciudad de Nueva York en Estados Unidos ubicado en 31 West 28th Street y Broadway (1185 Broadway). Fue demolido en 1939.
Construido en 1868, fue administrado por Augustin Daly a mediados de la década de 1870. En 1877, se convirtió en el primer teatro con aire acondicionado del mundo. En 1879, presentó el estreno mundial de Los piratas de Penzance de Gilbert y Sullivan y el estreno en Nueva York de HMS Pinafore, seguido de otras óperas de Gilbert y Sullivan a lo largo de la década de 1880. El teatro continuó presentando obras de teatro y musicales hasta finales de siglo. A principios del siglo XX, el teatro presentaba clásicos ingleses y luego vodevil, y más tarde películas, además de obras de teatro y musicales.

## Historia
El teatro fue construido en 1868 y originalmente se llamó Gilsey's Apollo Hall, en 1870 pasó a llamarse St. James Theatre. Su capacidad era de aproximadamente 1530 asientos. En sus primeros años, ofrecía conferencias en el salón de arriba y entretenimiento musical en el auditorio principal. Cuando el antiguo Teatro de la Quinta Avenida de Augustin Daly (en la calle 24) se incendió en 1873, Daly trasladó su compañía al St. James, lo remodeló y lo rebautizó como Nuevo Teatro de la Quinta Avenida, donde continuó como propietario hasta 1877. El pánico financiero de 1873 perjudicó el negocio del teatro en los primeros años de Daly, pero su producción de 1875 de The Big Bonanza fue un gran éxito, al igual que su producción de Lemons. Mary Anderson y Helena Modjeska hicieron su debut en Nueva York en el teatro. Eleonora Duse también hizo su debut estadounidense en el teatro en 1893 en La dama de las camelias.
En 1877, se introdujo en el teatro un sistema de ventilación que soplaba aire sobre bloques de hielo, convirtiéndolo en el primer teatro del mundo con aire acondicionado. John T. Ford dirigió el teatro durante algunos años a partir de entonces, nombrándolo Teatro de la Quinta Avenida. El teatro fue destruido por un incendio en 1891 y reconstruido por el arquitecto Francis Hatch Kimball en un estilo neoclásico muy ornamentado, inaugurado en mayo de 1892. La entrada ornamentada de la nueva estructura estuvo orientada hacia Broadway durante un tiempo, pero más tarde se utilizó la entrada de la Quinta Avenida como entrada principal. Henry Miner dirigió el teatro en la década de 1890 y FF Proctor tomó el control en 1900. Presentó principalmente vodevil allí y, en 1915, estaba mostrando películas. El teatro presentó burlesque en la década de 1930 y, en sus años de decadencia, películas. Fue demolido en 1939.

## Galería

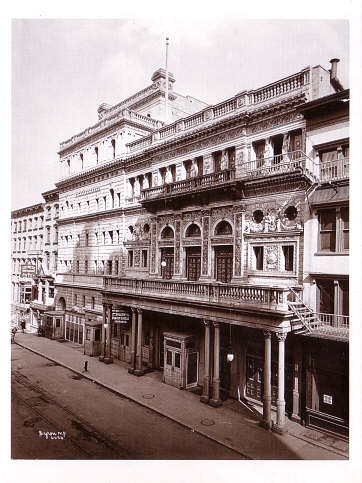
Exterior en 1899
Exterior en 1938
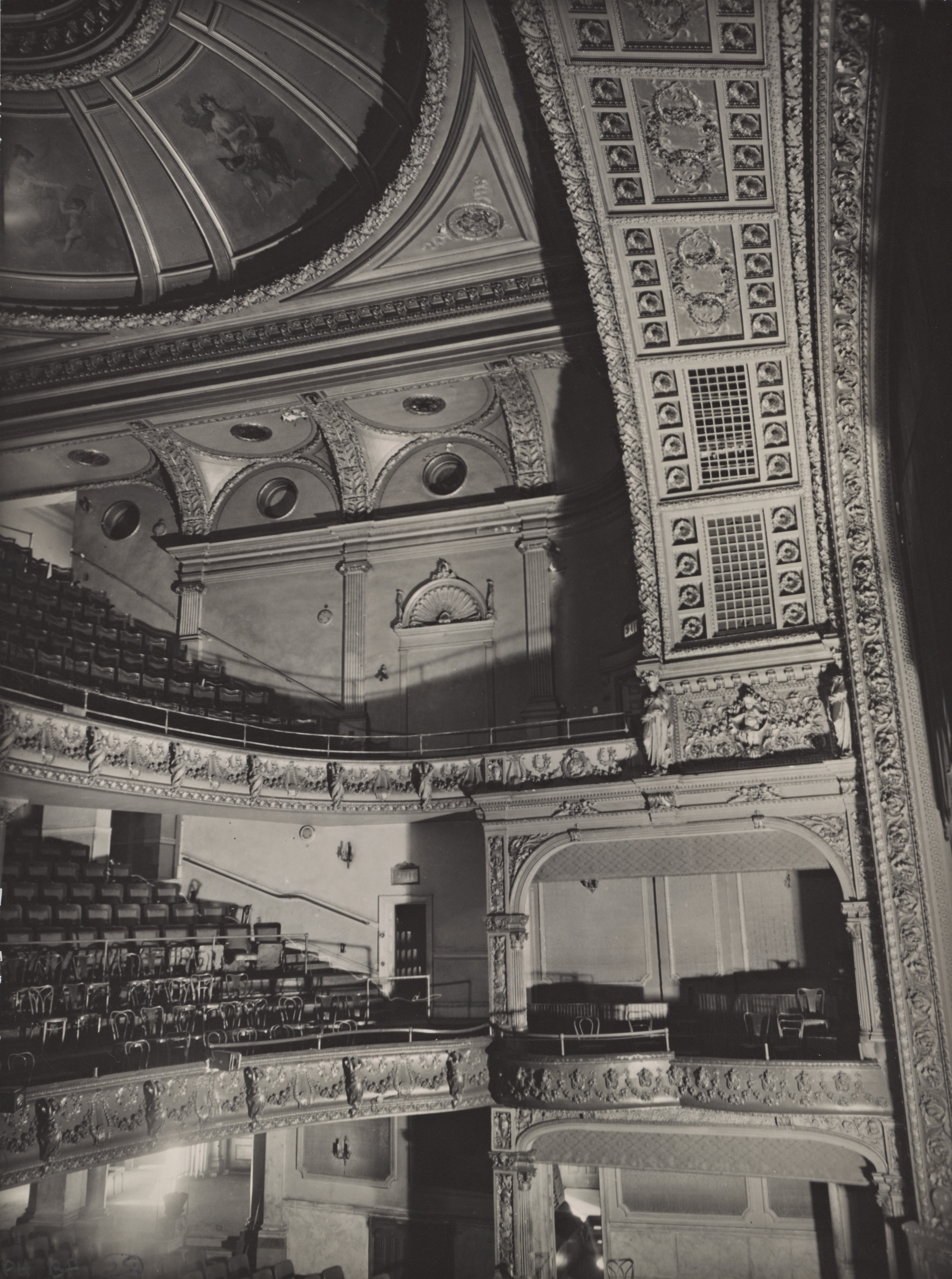
Detalles del interior
Balcones
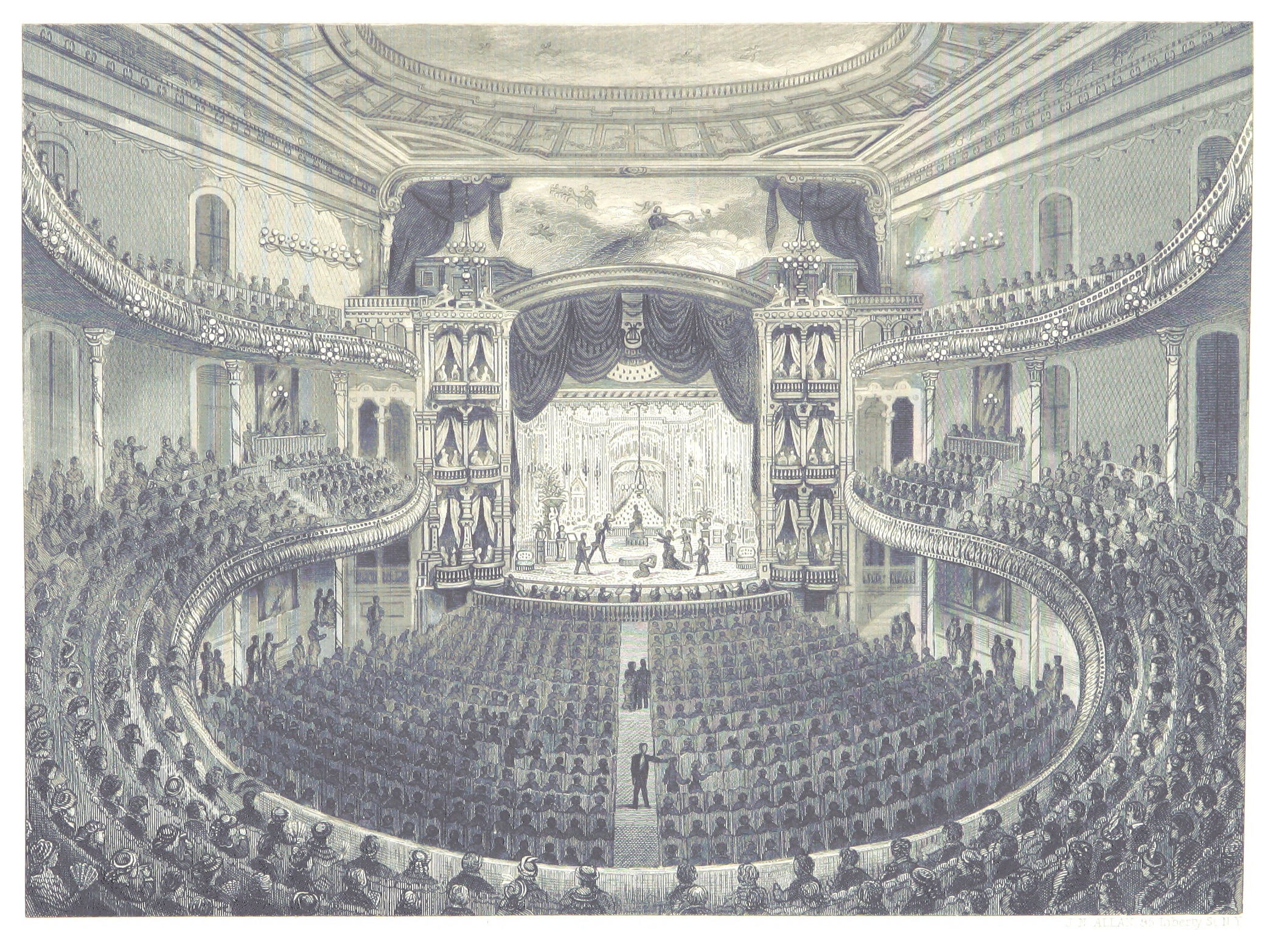
El interior en 1876